# Michal Dymáček
Michal Dymáček, též Michael Dymáček (* 13. května 1943 Brno), je český matematik, podnikatel, bývalý československý politik a bezpartijní poslanec (respektive poslanec za Občanské fórum) Sněmovny lidu Federálního shromáždění po sametové revoluci.

## Biografie
V roce 1965 vystudoval obor matematická analýza na Přírodovědecké fakultě University J. E. Purkyně (nyní Masarykova univerzita v Brně). Během pražského jara v roce 1968 působil jako studentský vůdce. Angažoval se i v Praze při prvním výročí sovětské okupace 20. a 21. srpna 1969. Za normalizace čelil pronásledování, podepsal Chartu 77 a patnáct let byl bez zaměstnání. Byl členem organizace Český helsinský výbor a od počátku její existence členem její právní komise. Po listopadu 1989 patřil mezi předáky Občanského fóra v Brně (jedním ze tří jeho mluvčích), kde se ovšem rychle stal kritikem dominantního proudu okolo Jaroslava Šabaty. Profesně je k roku 1990 uváděn jako matematik, bytem Brno.
V lednu 1990 zasedl v rámci procesu kooptací do Federálního shromáždění po sametové revoluci do Sněmovny lidu (volební obvod č. 87 - Brno-město, Jihomoravský kraj) jako bezpartijní poslanec. Ve Federálním shromáždění setrval do konce funkčního období, tedy do svobodných voleb roku 1990.
Působil i jako městský zastupitel v Brně. V roce 2003 byl členem skupiny pro projekty public private partnership při Hospodářské komisi OSN. Zastával post generálního ředitele poradenské společnosti BIP Group a.s., Brno.